# Satellite Award de la meilleure actrice dans une mini-série ou un téléfilm
Le Satellite Award de la meilleure actrice dans une mini-série ou un téléfilm (Satellite Award for Best Actress – Miniseries or Television Film) est une distinction de la télévision américaine décernée par The International Press Academy depuis 1997.

## Palmarès
Note : les gagnants sont indiqués en gras.

### Années 1990
- 1997 : Helen Mirren pour le rôle de Jane Tennison dans Suspect numéro 1 (Prime Suspect)
  - Kirstie Alley pour le rôle de Marty Doyle dans Suddenly
  - Lolita Davidovich pour le rôle de Sally Russell dans Harvest on Fire
  - Laura Dern pour le rôle de Vicki Weaver dans The Siege of Ruby Ridge
  - Jena Malone pour le rôle de Willa Januson dans Hidden in America

- 1998 :  (ex æquo)
  - Jennifer Beals pour le rôle de Suzanne Stein dans The Twilight of the Golds
  - Alfre Woodard pour le rôle d'Eunice dans Miss Evers' Boys
    - Glenn Close pour le rôle de Janet dans In the Gloaming
    - Greta Scacchi pour le rôle de Pénélope dans L'Odyssée (The Odyssey)
    - Meryl Streep pour le rôle de Lori Reimuller dans Au risque de te perdre (... First Do No Harm)

- 1999 : Angelina Jolie pour le rôle de Gia Marie Carangi dans Femme de rêve (Gia)
  - Olympia Dukakis pour le rôle d'Anna Madrigal dans Chroniques de San Francisco (Further Tales of the City)
  - Mia Farrow pour le rôle de Doris Koster dans Miracle at Midnight
  - Barbara Hershey pour le rôle de Mère Madalyn dans The Staircase
  - Jennifer Jason Leigh pour le rôle de Teri Small dans Thanks of a Grateful Nation

### Années 2000
- 2000 : Linda Hamilton pour le rôle de  dans The Color of Courage
  - Kathy Bates pour le rôle de Miss Agatha Hannigan dans Annie
  - Halle Berry pour le rôle de Dorothy Dandridge dans Introducing Dorothy Dandridge
  - Leelee Sobieski pour le rôle de Jeanne d'Arc dans Jeanne d'Arc (Joan of Arc)
  - Regina Taylor pour le rôle d'Anita Hill dans Strange Justice (en)

- 2001 : Jill Hennessy pour le rôle d'Elsie Douglas dans Nuremberg
  - Jennifer Beals pour le rôle d'Amanda Dickson dans A House Divided
  - Holly Hunter pour le rôle de Ruby Kincaid dans Harlan Country War
  - Gena Rowlands pour le rôle de Georgia Porter dans The Color of Love: Jacey's Story
  - Vanessa Redgrave pour le rôle d'Edith Tree dans Sex Revelations (If These Walls Could Talk 2)

- 2002 : Judy Davis pour le rôle de Judy Garland dans Judy Garland, la vie d'une étoile (Life with Judy Garland: Me and My Shadows)
  - Laura Linney pour le rôle d'Iris Bravard dans Wild Iris
  - Sissy Spacek pour le rôle de Sibyl Danforth dans Midwives
  - Hannah Taylor-Gordon pour le rôle d'Anne Frank dans Anne Frank: The Whole Story
  - Emma Thompson pour le rôle de Vivian Bearing dans Bel Esprit (Wit)

- 2003 : Vanessa Williams pour le rôle de Hazel Scott dans Keep the Faith, Baby
  - Kathy Bates pour le rôle de Christine Chapman dans My Sister's Keeper
  - Stockard Channing pour le rôle de Judy Shepard dans The Matthew Shepard Story
  - Marcia Gay Harden pour le rôle de Mrs. Susannah Lear Tumlinson dans King of Texas
  - Vanessa Redgrave pour le rôle de Clementine Churchill dans The Gathering Storm

- 2004 : Meryl Streep pour le rôle de Hannah Pitt dans Angels in America
  - Felicity Huffman pour le rôle de Lorna Colm dans Out of Order
  - Jessica Lange pour le rôle de Irma Applewood dans Normal
  - Helen Mirren pour le rôle de Karen Stone dans The Roman Spring of Mrs. Stone
  - Mary Tyler Moore pour le rôle de Lydia Blessing dans Blessings
  - Maggie Smith pour le rôle de Mrs. Emily Delahunty dans My House in Umbria

- 2005 (janvier) : Dianne Wiest pour le rôle de Lily dans The Blackwater Lightship (en)
  - Clea DuVall pour le rôle de Linda Kasabian dans Helter Skelter
  - Angela Lansbury pour le rôle de Dora dans The Blackwater Lightship (en)
  - Helen Mirren pour le rôle de Jane Tennison dans Suspect numéro 1 (Prime Suspect 6: The Last Witness)
  - Miranda Richardson pour le rôle de la reine Mary dans The Lost Prince

- 2005 (décembre) : Kristen Bell pour le rôle de Mary Lane dans Reefer Madness
  - Natascha McElhone pour le rôle de la sœur Josepha Montafiore dans Révélations (Revelations)
  - Geraldine McEwan pour le rôle de Miss Marple dans Miss Marple (Agatha Christie's Marple)
  - S. Epatha Merkerson pour le rôle de Rachel "Nanny" Crosby dans Lackawanna Blues
  - Cynthia Nixon pour le rôle de Eleanor Roosevelt dans Warm Springs
  - Keri Russell pour le rôle de Livvy Dunne dans The Magic of Ordinary Days

- 2006 : Judy Davis pour le rôle de Sante Kimes dans A Little Thing Called Murder
  - Gillian Anderson pour le rôle de Lady Dedlock dans Bleak House
  - Annette Bening pour le rôle de Jean Harris dans Mrs. Harris
  - Helen Mirren pour le rôle de la reine Élisabeth Ire dans Elizabeth I
  - Miranda Richardson pour le rôle de Stella dans Gideon's Daughter

- 2007 : Samantha Morton pour le rôle de Myra Hindley dans Longford
  - Ellen Burstyn pour le rôle de Pauline Benetto dans Oprah Winfrey Presents: Mitch Albom's For One More Day
  - Queen Latifah pour le rôle d'Ana Wallace dans Life Support
  - Debra Messing pour le rôle de Molly Kagan dans Starter Wife
  - Sharon Small pour le rôle du DS Barbara Havers dans Meurtres à l'anglaise (The Inspector Lynley Mysteries)
  - Ruth Wilson pour le rôle de Jane Eyre dans Jane Eyre

- 2008 : Judi Dench pour le rôle de Matty Jenkyns dans Cranford
  - Jacqueline Bisset pour le rôle de Isabella dans Contre tout l'or du monde (An Old Fashioned Thanksgiving)
  - Laura Linney pour le rôle d'Abigail Adams dans John Adams
  - Phylicia Rashad pour le rôle de Lena Younger dans A Raisin in the Sun
  - Susan Sarandon pour le rôle de Doris Duke dans Bernard et Doris (Bernard and Doris)
  - Julie Walters pour le rôle de Mary Whitehouse dans Filth: The Mary Whitehouse Story

- 2009 : Drew Barrymore pour le rôle d'Edith Bouvier Beale dans Grey Gardens
  - Jessica Lange pour le rôle d'Edith Ewing Bouvier Beale dans Grey Gardens
  - Sigourney Weaver pour le rôle de Mary Griffith dans Bobby, seul contre tous (Prayers for Bobby)
  - Judy Davis pour le rôle de Joan Cameron dans Diamonds
  - Lauren Ambrose pour le rôle de Leah Lever dans Loving Leah
  - Janet McTeer pour le rôle de Clementine Churchill dans Into the Storm

### Années 2010
- 2010 : Claire Danes pour le rôle de Temple Grandin dans Temple Grandin
  - Hope Davis pour le rôle de Hillary Clinton dans The Special Relationship
  - Judi Dench pour le rôle de Matilda 'Matty' Jenkyns dans Return to Cranford
  - Naomie Harris pour le rôle de Hortense Roberts dans Small Island
  - Ellie Kendrick pour le rôle d'Anne Frank dans Le Journal d'Anne Frank (The Diary of Anne Frank)
  - Winona Ryder pour le rôle de Lois Wilson dans Quand l'amour ne suffit plus : L'Histoire de Lois Wilson (When Love Is Not Enough: The Lois Wilson Story)
  - Ruth Wilson pour le rôle d'Alice Morgan dans Luther

- 2011 : Kate Winslet pour le rôle de Mildred Pierce dans Mildred Pierce
  - Taraji P. Henson pour le rôle de Tiffany Rubin  dans Taken From Me: The Tiffany Rubin Story
  - Diane Lane pour le rôle de Pat Loud dans Cinema Verite
  - Elizabeth McGovern pour le rôle de Cora, Comtesse de Grantham dans Downton Abbey
  - Jean Marsh pour le rôle de Rose Buck dans Maîtres et Valets (Upstairs, Downstairs)
  - Rachel Weisz pour le rôle de Nancy Pierpan dans Page Eight

- 2012[1] : Julianne Moore pour le rôle de Sarah Palin dans Game Change
  - Gillian Anderson pour le rôle de Miss Havisham dans Great Expectations
  - Romola Garai pour le rôle de Sugar dans The Crimson Petal And The White
  - Nicole Kidman pour le rôle de Martha Gellhorn dans Hemingway & Gellhorn
  - Sienna Miller pour le rôle de Tippi Hedren dans The Girl
  - Sigourney Weaver pour le rôle d'Elaine Barrish dans Political Animals

- 2014 : Elisabeth Moss pour le rôle de Robin Griffin dans Top of the Lake
  - Helena Bonham Carter pour le rôle de Elizabeth Taylor dans Burton and Taylor
  - Holliday Grainger pour le rôle de Bonnie Parker dans Bonnie and Clyde: Dead and Alive
  - Rebecca Hall pour le rôle de Sylvia Tietjens dans Parade's End
  - Jessica Lange pour le rôle de Fiona Goode dans American Horror Story: Coven
  - Melissa Leo pour le rôle de Robin dans Call Me Crazy: A Five Film
  - Helen Mirren pour le rôle de Linda Kenney Baden dans Phil Spector

- 2015 : Frances McDormand pour le rôle d'Olive Kitteridge dans Olive Kitteridge
  - Maggie Gyllenhaal pour le rôle de Nessa Stein dans The Honourable Woman
  - Sarah Lancashire pour le rôle de Catherine Cawood dans Happy Valley
  - Cicely Tyson pour le rôle de Carrie Watts dans The Trip to Bountiful
  - Kristen Wiig pour le rôle de Cynthia Morehouse dans The Spoils of Babylon

- 2016 : Sarah Hay pour le rôle de Claire Robbins dans Flesh and Bone
  - Samantha Bond pour le rôle de Frances Barden dans Home Fires
  - Aunjanue Ellis pour le rôle de Aminata Diallo dans The Book of Negroes
  - Claire Foy pour le rôle de Anna Boleyn dans Wolf Hall
  - Queen Latifah pour le rôle de Bessie Smith dans Bessie
  - Cynthia Nixon pour le rôle de Marcy Dargon dans Stockholm, Pennsylvania

- 2017 : Sarah Paulson pour le rôle de Marcia Clark dans American Crime Story : The People v. O.J. Simpson
  - Lily James pour le rôle de Natasha Rostova dans Guerre et Paix (War & Peace)
  - Melissa Leo pour le rôle de Lady Bird Johnson dans All the Way
  - Audra McDonald pour le rôle de Billie Holiday dans Lady Day at Emerson's Bar and Grill
  - Kerry Washington pour le rôle d'Anita Hill dans Confirmation
  - Emily Watson pour le rôle de Her Ladyship dans The Dresser

- 2018 : Nicole Kidman pour le rôle de Celeste Wright dans Big Little Lies
  - Joanne Froggatt pour le rôle de Mary Ann Cotton dans Dark Angel
  - Jessica Lange pour le rôle de Joan Crawford dans Feud - Bette and Joan
  - Elisabeth Moss pour le rôle de Robin Griffin dans Top of the Lake: China Girl
  - Michelle Pfeiffer pour le rôle de Ruth Madoff dans The Wizard of Lies
  - Susan Sarandon pour le rôle de Bette Davis dans Feud - Bette and Joan

- 2019 : Amy Adams pour le rôle de Camille Preaker dans Sharp Objects
  - Laura Dern pour le rôle de Jennifer Fox dans The Tale
  - Dakota Fanning pour le rôle de Sara Howard dans L'Aliéniste (The Alienist)
  - Julia Roberts pour le rôle de Heidi Bergman dans Homecoming
  - Emma Stone pour le rôle de Annie Landsberg dans Maniac

### Années 2020
- 2020 : Michelle Williams pour le rôle de Gwen Verdon dans Fosse/Verdon
  - India Eisley pour le rôle de Fauna Hodel dans I Am the Night
  - Aunjanue Ellis pour le rôle de Sharonne Salaam dans Dans leur regard
  - Joey King pour le rôle de Gypsy Blanchard dans The Act
  - Helen Mirren pour le rôle de Catherine II dans Catherine the Great
  - Niecy Nash pour le rôle de Delores Wise dans Dans leur regard

- 2021 : Cate Blanchett dans Mrs. America
  - Shira Haas dans Unorthodox
  - Nicole Kidman dans The Undoing
  - Anya Taylor-Joy dans Le Jeu de la dame (The Queen's Gambit)
  - Letitia Wright dans Small Axe
  - Zendaya dans Euphoria

- 2022 : Kate Winslet dans Mare of Easttown (HBO)
  - Danielle Brooks dans Robin Roberts Presents: Mahalia (Lifetime)
  - Jodie Comer dans Help (Channel 4)
  - Cynthia Erivo dans Genius : Aretha Franklin (National Geographic)
  - Julianne Moore dans Histoire de Lisey (Apple TV+)
  - Ruth Wilson dans Oslo (HBO)

- 2023 : Lily James pour Pam and Tommy
  - Jessica Biel pour Candy
  - Toni Collette pour The Staircase
  - Elle Fanning pour The Girl from Plainville
  - Julia Roberts pour Gaslit
  - Renée Zellweger pour The Thing About Pam

- 2024 : Rachel Weisz – Faux-Semblants (Dead Ringers)
  - Kathryn Hahn – Tiny Beautiful Things as Clare Pierce
  - Brie Larson – Lessons in Chemistry as Elizabeth Zott
  - Anna Maxwell Martin – A Spy Among Friends
  - Juno Temple – Fargo
  - Ali Wong – Acharnés (Beef)

- 2025 : Diane Lane – Feud: Les Trahisons de Truman Capote (Feud: Capote vs The Swans)
  - Hannah Einbinder – Hacks
  - Moeka Hoshi – Shōgun
  - Nava Mau – Mon petit renne (Baby Reindeer)
  - Saskia Reeves – Slow Horses
  - Kristen Schaal – What We Do in the Shadows